# Ariranha (kommun)
Ariranha är en kommun i Brasilien.   Den ligger i delstaten São Paulo, i den sydöstra delen av landet, 600 km söder om huvudstaden Brasília. Antalet invånare är 8 547.
Följande samhällen finns i Ariranha:
- Ariranha

Trakten runt Ariranha består till största delen av jordbruksmark. Runt Ariranha är det ganska tätbefolkat, med 58 invånare per kvadratkilometer.